# 约阿希姆·冯·特雷斯科
约阿希姆·冯·特雷斯科（Joachim von Tresckow ，1894年6月20日 - 1958年11月3日）是第二次世界大战期间的納粹德国将军，曾擔任第328步兵師師長以及第30軍副軍長，他曾獲頒騎士鐵十字勳章。